# Desi Arnaz

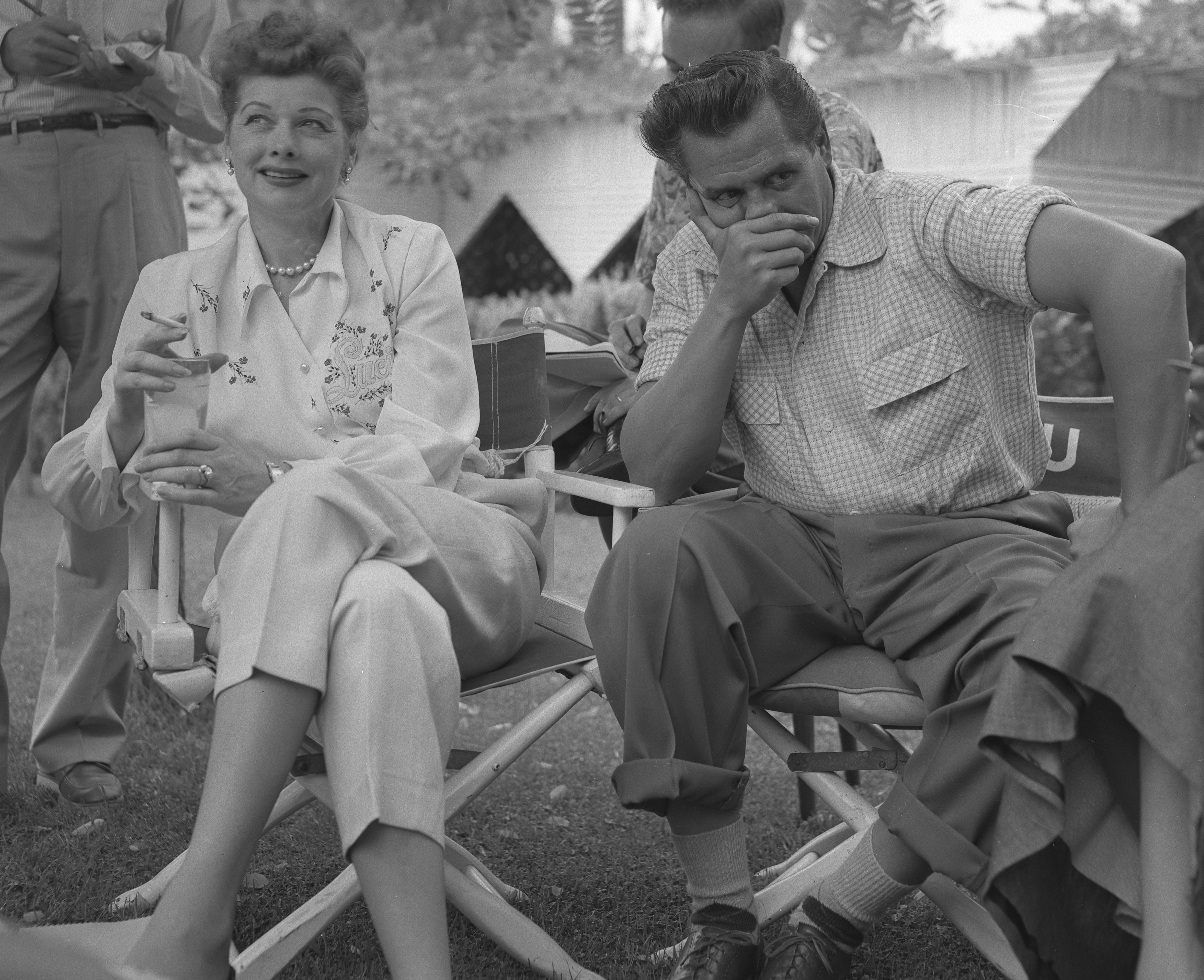
Desi Arnaz en compagnie de son épouse Lucille Ball en 1953.

Desi Arnaz, né le 2 mars 1917 à Santiago de Cuba et mort le 2 décembre 1986 à Del Mar, Californie,  est un acteur, producteur et chanteur américain.

## Biographie
Desi Arnaz naît à Santiago de Cuba dans le milieu de la haute bourgeoisie. Son père est le maire de la ville et membre de la Chambre des représentants. À la suite du coup d'État auquel participa Fulgencio Batista en 1933, son père est emprisonné et tous ses biens sont confisqués. Il est libéré après six mois grâce à l'intervention de son beau-frère. La famille Arnaz s'enfuit alors aux États-Unis, à Miami. Là, Desi Arnaz, âgé de seize ans, fréquente l'école catholique St. Patrick Catholic High School. À la fin de ses études, il crée un orchestre et devient chanteur et guitariste. Il rencontre un grand succès à New York, où il présente et popularise la danse en ligne appelée conga. En 1939, il attire l'attention des compositeurs Rodgers and Hart, qui choisissent son orchestre pour la comédie musicale de Broadway Too Many Girls. Le spectacle est un grand succès et les studios RKO Pictures rachètent les droits pour en faire un film.

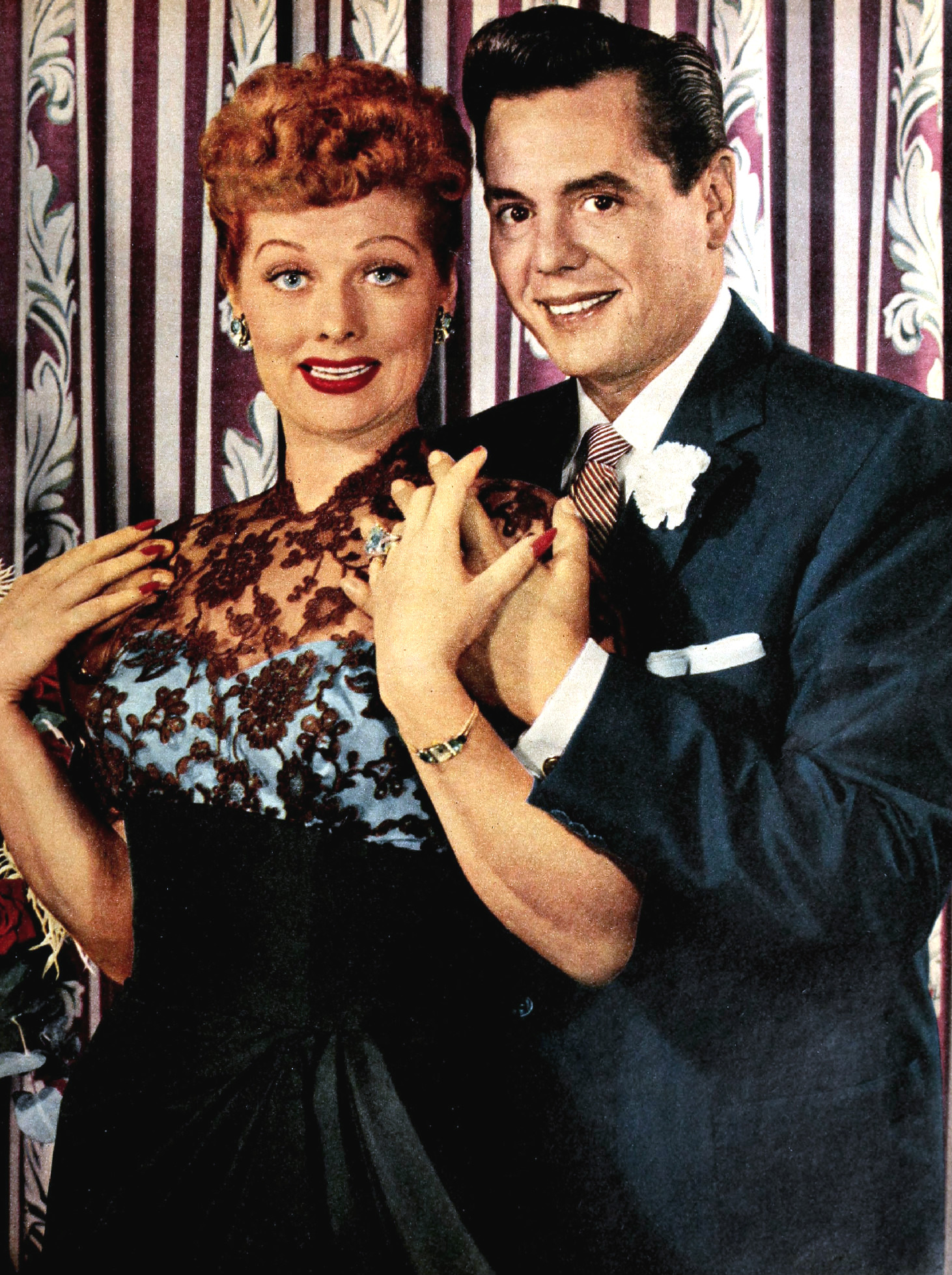
Lucille Ball et Desi Arnaz en juin 1955.

Desi Arnaz part à Hollywood où il apparaît dans le film Too Many Girls tiré du spectacle, dans lequel l'actrice Lucille Ball figure également. Ils tombent amoureux pendant le tournage et se marient le 30 novembre 1940 et auront deux enfants, Desi Arnaz Jr. et Lucie Arnaz, qui deviendront acteurs.
Pendant la Seconde Guerre mondiale, avec d’autres stars du cinéma, il participe en 1942 au Hollywood Victory Caravan, une tournée en train de deux semaines à travers les États-Unis, destinée à récolter des fonds pour le soutien à l'effort de guerre.
Desi Arnaz est surtout connu pour avoir joué pendant plusieurs années le rôle de Ricky Ricardo, le mari de Lucy, incarné par son épouse Lucille Ball, dans la première et très populaire sitcom de la télévision : I Love Lucy. Il a également tourné un film avec elle, La Roulotte du plaisir (1953), une comédie où il tient le rôle de Nicky, le mari.
Ensemble, ils fondent la société de production Desilu Productions.
En 1949, il s'installe à Hollywood, où son nom est gravé sur le Hollywood Walk of Fame (trottoir des célébrités).
Il divorce de Lucille Ball le 4 mai 1960.
En 1963, il épouse six mois après sa rencontre avec elle l'activiste humanitaire 
Edith Mack Hirsch. Ils restent mariés jusqu'au décès des suites d'un cancer d'Edith le 23 mars 1985.
Hospitalisé en 1986 en raison d'un cancer du poumon, il meurt à l'hôpital près d'un an après le décès de sa seconde épouse Edith.

## Filmographie

### Cinéma
- 1940 : Too Many Girls de George Abbott : Manuelito
- 1941 : Papa se marie (Father Takes a Wife) de Jack Hively : Carlos Bardez
- 1942 : La marine triomphe (The Navy Comes Through) de A. Edward Sutherland : Pat Tarriba
- 1942 : Four Jacks and a Jill (en) de Jack Hively : Steve Sarto/Roi Stephan VIII d'Aregal
- 1943 : Bataan de Tay Garnett : Félix Ramirez
- 1946 : Cuban Pete de Jean Yarbrough : Desi Arnaz
- 1949 : Holiday in Havana (en) de Jean Yarbrough : Carlos Estrada
- 1954 : La Roulotte du plaisir (The Long, Long Trailer) de Vincente Minnelli : Nicholas Collini
- 1956 : Son ange gardien (Forever, Darling) d'Alexander Hall : Lorenzo Xavier Vega
- 1982 : The Escape Artist de Caleb Deschanel : Le maire Quinones

### Télévision
- 1951-1957 : I Love Lucy (série télévisée) : Ricky Ricardo
- 1956 : I Love Lucy Christmas Show (Téléfilm) : Ricky Ricardo
- 1957-1960 : The Lucy-Desi Comedy Hour (en) (série télévisée) : Ricky Ricardo
- 1959 : Make Room for Daddy (en) (série télévisée) : Ricky Ricardo
- 1967-1968 : The Mothers-in-Law (en) (série télévisée) : Raphael del Gado
- 1970 : Le Virginien (The Virginian) (série télévisée) : El Jefe
- 1974 : L'homme de fer (Ironside) (série télévisée) : Dr Juan Domingo
- 1978 : Alice (série télévisée) : Paco

## Dans la culture populaire
Il est incarné par Javier Bardem dans le film Being the Ricardos (2021).